# Freestyle-skateboarding
Freestyle-skateboarding is een discipline van het skateboarden, waarbij met een skateboard trucjes worden uitgevoerd op vlak terrein, zoals beton, asfalt of marmer.

## Het freestyle skateboard
Het freestyle skateboard is soms vrij smal en kort, ongeveer 32" bij 8,5" (ongeveer 65×22 cm), waarbij de wielen heel klein zijn met een hardheid van rond de 86-100. Maar door de opkomst van streetstyle en stylen die freestyle en streetstyle combineren worden ook vaak langere en bredere boards gebruikt.
Een typisch freestyle board heeft wielen die qua breedte precies -of bijna- tot de rand lopen, zodat er ook op de zijkant tricks kunnen worden uitgevoerd.
Op het board zit altijd een soort sticker met ruw oppervlak, het griptape, wat voor houvast zorgt. Soms zit ook onder de tail en onder de nose griptape, vanwege de Caspers. De randen van de tail en de nose zijn heel soms versterkt met spijkers en/of kunststof blokjes: de tailpads en nosepads.
De trucks zijn de metalen onderdelen die de wielen via assen en baseplates bevestigen aan de plank. Trucks dienen normaal om te sturen, maar sommige freestylers hebben ze heel vast staan voor stabiliteit, zoals bij onewheelers.
De schaats-term figure skating dekt helemaal niet de lading van deze skateboard discipline, omdat het vanaf de jaren tachtig vooral zeer technische tricks zijn, waaronder shove-its, flips, pogo's, caspers en 50/50's, en veel minder vaak "figuren" die worden uitgevoerd.

## Enkele freestyle tricks
360°Rondjes draaien. Dit kan op één voet en zelfs op één wiel, zowel frontside (naar achteren toe) als backside (naar voren toe). Als je er meer dan twintig tegelijk kan maken dan maak je een kans in een wedstrijd...
50/50Met één voet staande op de truck (met de wielen naar boven dus) en de andere voet en/ of een of twee handen de nose omhooghouden.
50/50 CasperOok wel bekend als de no-handed 50/50, een 50/50 waarbij geen gebruik wordt gemaakt van de handen en waar dus alleen de voorste voet de nose omhoog houdt, waarbij de achterste voet op de onderkant van de tail op het skateboard staat
ButterflipEen railflip, waarbij de skater op een pogo landt
daffymet 2 boards rijden, waarbij je van elk board maar 2 wieltjes op de grond houdt. Variaties: dubbele manual, dubbele nosemanual (eventueel met gekruiste benen/boards) of tail- en nosemanual. En dan afsluiten door het achterste board los te laten en op één been een manual te maken.
endoverzet je voeten op het uiteinde van het board, draai het hele board 180° naar voren, maak gebruik van je snelheid door gelijk daarna het hele board 180° naar achteren te bewegen, en herhaal dit tot je te duizelig bent.
flipsdraaien door het board om de lengte-as. Bijvoorbeeld fingerflip, ollie fingerflip (=ollie maken, opvangen met de voorste vingers, die gelijk het board een flip meegeven. Bij de 180° of 360° fingerflip draait het board om de as, met tegelijkertijd ook een horizontaal draai.)
handstandOok de parallelle handstand, de handstand-kickflip, de parallelle handstand-kickflip en de one-handed handstand-kickflip, de handstand-kickflip to rail, enz.
impossibleHet board maakt een loop in de rijrichting waarbij de achterste voet de achterkant van het board omhoog duwt en volgt.
jojo'sAl rijdend een hand op de grond zetten en een handplant maken
kick flipsJe rijdt met je voeten parallel terwijl je dus kijkt in de rijrichting, je drukt de ene rand van het board naar beneden terwijl je tegelijkertijd met de andere voet de andere rand omhoog sleept; het board draait dan één of twee keer om de lengte-as.
kick flips underflip(door Rodney Mullen) Zelfde als kick flips, maar dan 'vang' je het board halverwege op met een voet en roteert het anderhalve flip de andere kant op.
ollieseen sprong maken waarbij het board los komt van de grond door de voorwaartse beweging van de voorste voet. Variaties: ollie-kickflip, ollie-180°kickflip, ollie-varial, ollie-to manual, ollie-grab, ollie-stalefish grab, ollie-grab to scarewalk, ollie-fingerflip, ollie-180°fingerflip enz.
pogo'sHet board wordt - na een snelle beweging, bijvoorbeeld een ollie - verticaal tussen de benen geklemd met één voet op een truck, de Brit Shane Rouse deed daarna als eerste de 'handstand to pogo'. Variaties: pogo-flip to pogo, pogo to rail, 360° pogo, pogo to 50/50 of -to 50/50 Casper, enz.
pressflipZelfde als kickflip, maar dan met één voet afzetten, die regelt dat het board de flip maakt
pretzel flipEen kickflip waarbij de skateboarder met zijn benen gekruist landt, in "x-foot". De voorste voet landt dus waar de achterste voet normaal zou landen en vice versa. Pretzels hebben een X in het midden, vandaar.
railtricksStaande op de zijkant van het board allerlei manoeuvres uitvoeren, zoals flips, draaien op één wieltje, enz.
sex changeEen halve body varial (draai) tijdens het landen van een trick, terwijl het board niet is meegedraaid. Dus eigenlijk een 180° draai, voorwaarts (backside) of achterwaarts (frontside). Ook wel Pauliño genoemd.
shove-itsHet board "schuift" horizontaal 180°,360°, 540° of 720° (enz) waarna de skater weer erop landt
spacewalkEen oude old-school trick: met twee wielen in de lucht ritmisch heen en weer bewegen. Een goede uitvoering wordt gemaakt door ook nog snelheid te maken, of bijvoorbeeld over te gaan in een shove-it. Telkens 180° draaien zorgt ervoor dat je tijdens de spacewalk bijna op één plek blijft.
Als je goed getraind bent, dan kan je dit ook achterwaarts, als een manual of als een nosewheelie al dan niet op één voet
walk(ing) the dogZet je voorste voet midden op het board, zet dan je achterste voet op de nose, draai het board 180° naar voren, zet dan je achterste voet op de nose, draai het board 180° naar voren, en herhaal dit. Een heel mooie variatie is het halverwege je voet van het midden naar de nose te plaatsen en dan een 180° draai op één voet te maken. En daarna weer door te gaan met walking the dog.
manualsHierbij staan de voeten op schouderhoogte naast elkaar, dwars op de rijrichting. Ook hier zijn er allerlei variaties, zoals de one-wheeled, de G-turn (into 360°), eventueel G-turn op één wiel into 360° en een manual maken terwijl je achteruit rijdt. Een zeer moeilijke, maar ongetwijfeld toekomstig gemaakte trick is de nosehook versie van de manual, waarbij de ene voet onder het board is tijdens de manual. De nosehook spacewalk is al ontwikkeld door Stefan "Lillis" Åkesson. Heel misschien gaat dit ook door tot de onewheel versie.
wheelieIn tegenstelling tot de manual staan de voeten (of 'de voet') vlak naast elkaar op het board. Ook hier zijn er allerlei variaties mogelijk, zoals de cross-footed, de one-wheeled en een wheelie maken terwijl je achteruit rijdt.
De meeste tricks zijn ontdekt door Rodney Mullen, die jarenlang wereldkampioen freestyle was. Tegenwoordig komt hij zelden in de publiciteit, maar laat regelmatig nieuwe videos uitkomen.
Natuurlijk zijn er allerlei variaties en combinaties mogelijk, zoals de Duitser Detlev Rehbock ooit bewees met een cross-footed nosewheelie, waarna hij er een eenwieler van maakte.
Of de ollie-impossible, de impossible-to-50/50, (="impossible-to-truck") enz. De ollie en het landen op twee wielen wordt nog regelmatig gezien bij de streetstyle discipline.

## Mensen die belangrijk zijn (geweest) voor het freestyle skateboarding

### Canada
- Don Brown
- Kevin Harris

### Duitsland
- Bernhard Kuempel (oprichter van een Duits freestyle forum, al meer dan 20 jaar skater op wedstrijdniveau)
- Günter Mokulys (heeft drie boeken geschreven over freestyle en is zesvoudig wereldkampioen, is een van de weinigen die een nosemanual tucknee spacewalk en een 50/50 spacewalk kan)
- Joachim 'Yoyo' Schulz (uitvinder van de yoyo; op de vlakke bodem rijden, één hand op de grond en dan de rest omhoog brengen zodat je een handplant maakt - Yoyo kan ook zeer goed 360°s draaien op één voet/twee wielen)

### Frankrijk
- José DeMatos hoorde bij de top tien van de wereld, zeer technische skater, tevens hoogspringer en slalomracer
- Pierre-André Senizergues eind 20e eeuw ongeveer de beste freestyle skateboarder van Europa, tegenwoordig directeur van Sole Technologies en ontwikkelaar van de Game of S.K.A.T.E. wedstrijden
- Jean-Marc 'V7' Vaissette maakte in 1987 al een one-wheeled nosewheelie spacewalk
- Michel Dupont begin 21e eeuw ongeveer de beste Franse freestyler, tevens slalom skateboarder

### Nederland
- Paul Bakker (skateboarder) (skateboarder sinds 1977, tevens oprichter van de Dutch Flatlands Freestyle Jams en organisator van vele jams)
- Sander Duson (zeer technische flatland skateboarder met bijvoorbeeld dubbele heelflips, dubbele 180° kickflips, kickflip underflip, ollie airwalk, airwalk fingerflips, handstand en primo flips)
- Hans Smit (behoort tot de wereldtop met zijn one handed handstand kickflips, yoyo dubbele fingerflip plants, ollie 360° fingerflip, ollie airwalk fingerflip, enz.)

### Verenigd Koninkrijk
- Sue Hazel (jarenlang een van de beste vrouwelijke freestylers)
- Graham MacEachran
- Callum Bowran

### Verenigde Staten
- Keith Butterfield (ontdekker van de Butterflip)
- Richy Carrasco (heeft vermeldingen in het Guinnes Book of World Records met zijn vele 360 variaties, zoals eindeloos op de nose rondjes draaien, tevens oprichter van het team - zijn huidige Guinnes record stamt uit 2001: 142 360's...)
- Steve Day (uitvinder van de handstand kickflip in 1980, tevens goed in 360's)
- Russ Howell (de 'ontdekker' van het freestyle en in de jaren zeventig oprichter van het Howellteam)
- Rodney Mullen (jarenlang wereldkampioen, uitvinder van zeer veel tricks)
- Kilian Martin (combineert freestyle met streetstyle en turnen)

### Zweden
- Stefan "Lillis" Åkesson (top-freestyler, Guinnes Record-houder langste one-wheeler, oprichter van het online F-magazine Freestyle skateboarding en van de International Network for Flatland Freestyle Skateboarding (INFFS), de latere World Freestyle Skateboarding Association oftewel WFSA)

### Zweden/VS
- Per Welinder (vroeger een goede allround skater, maakte als eerste een pogohandstand)

### Zwitserland
- Corinna GoGo Spreiter (jarenlang de beste vrouwelijke freestyler, bijvoorbeeld met de nosewheelie spacewalk to shove-it)
- Ruedi Matter
- Mario Steinemann

## Externe link

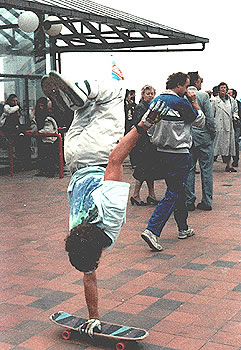
Handstand, Hans Smit, Scheveningen, 1989
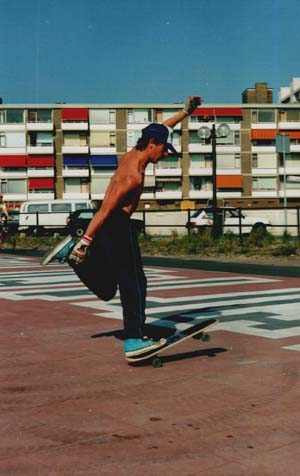
Pierre-André tailwheelie, Hans Lucas, Zandvoort, 1989
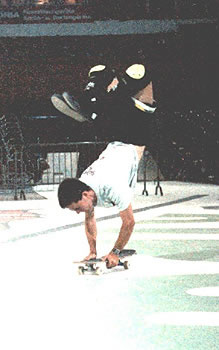
Parallelle handstand, WK, Münster 1987. De jongen (Darryl Grogan) maakt gelijk hierna een handstand-flip waarna hij met zijn voeten op het board landt...